# Steve Baddeley
Stephen J. „Steve“ Baddeley (* 28. März 1961 in Hove) ist ein ehemaliger englischer Badmintonnationalspieler. 

## Karriere
Steve Baddeley gewann 1982 und 1984 den Europameistertitel mit dem englischen Team. Zum Ende seiner Karriere wurde er 1990 noch einmal Europameister im Herreneinzel. Des Weiteren gewann er unter anderem die Belgian International, die French Open und die Welsh International.

## Sportliche Erfolge
| Saison | Veranstaltung                             | Disziplin    | Platz | Name |
| ------ | ----------------------------------------- | ------------ | ----- | --- |
| 1979   | England: Einzelmeisterschaft der Junioren | Herrendoppel | 1     | Steve Baddeley / D. Burden |
| 1980   | Sussex Championships                      | Herreneinzel | 1     | Steve Baddeley |
| 1981   | French Open                               | Herrendoppel | 1     | Andy Goode / Steve Baddeley |
| 1981   | French Open                               | Herreneinzel | 1     | Steve Baddeley |
| 1982   | Welsh International                       | Herreneinzel | 1     | Steve Baddeley |
| 1982   | Europameisterschaft                       | Mannschaft   | 1     | England (Martin Dew, Gillian Gilks, Mike Tredgett, Nora Perry, Gillian Clark, Helen Troke, Karen Bridge, Nick Yates, Ray Stevens, Steve Baddeley) |
| 1982   | England: Einzelmeisterschaften            | Herreneinzel | 1     | Steve Baddeley |
| 1984   | Europameisterschaft                       | Mannschaft   | 1     | England (Steve Baddeley, Helen Troke, Sally Podger, Karen Beckman, Martin Dew, Mike Tredgett, K. S. Beckman)                                      |
| 1985   | Belgian International                     | Herreneinzel | 1     | Steve Baddeley |
| 1985   | England: Einzelmeisterschaften            | Herreneinzel | 1     | Steve Baddeley |
| 1985   | England: Einzelmeisterschaften            | Herrendoppel | 1     | Steve Baddeley / Mike Tredgett |
| 1986   | Scottish Open                             | Herreneinzel | 1     | Steve Baddeley |
| 1987   | England: Einzelmeisterschaften            | Herreneinzel | 1     | Steve Baddeley |
| 1987   | England: Einzelmeisterschaften            | Herrendoppel | 1     | Steve Baddeley / Andy Goode |
| 1990   | Europameisterschaft                       | Herreneinzel | 1     | Steve Baddeley |